# Muriel Hurtisová
Muriel Hurtisová-Houairiová (* 25. března 1979, Bondy) je bývalá francouzská atletka, sprinterka. Její hlavní disciplínou byl běh na 200 metrů.
Je mistryní Evropy (2002), halovou mistryní světa (2003) a dvojnásobnou halovou mistryní Evropy (2000, 2002). První úspěch zaznamenala v roce 1997 na juniorském mistrovství Evropy v Lublani, kde získala stříbrnou medaili. O rok později se stala ve francouzském Annecy juniorskou mistryní světa a stříbrnou medaili vybojovala se štafetou v závodě na 4 × 100 metrů. V roce 1999 získala stříbro na mistrovství Evropy do 23 let v Göteborgu.

## Osobní rekordy

#### Hala
- běh na 200 metrů – 22,49 s – 14. března 2003, Birmingham (NR)
- běh na 4x400 metrů – 3:28,71 – 3. března 2013, Göteborg (NR)

#### Venku
- běh na 200 metrů – 22,31 s – 24. srpna 1999, Sevilla
- běh na 4x100 metrů – 41,78 s  – 30. srpna 2003, Saint-Denis (NR)
- běh na 4x400 metrů – 3:24,21 – 17. srpna 2013, Moskva